# قانون تعميم استعمال اللغة العربية (الجزائر)
قانون تعميم استعمال اللغة العربية هو قانون جزائري صادر بتاريخ 16 يناير 1991، ويحدد القانون قواعد استعمال اللغة العربية في جميع نواحي الحياة وطريقة حمايتها وترقيتها، وحسب المادة الثانية من القانون فإن العمل بها يعتبر مظهرا من مظاهر السيادة.
أصدر القانون الرئيس الجزائري الشاذلي بن جديد بعد اقراره من قبل المجلس الشعبي الوطني،